# 小行星2332
小行星2332（2332 Kalm）是一颗围绕太阳公转的小行星。1940年4月4日，利斯·奧特瑪在图尔库发现了此天体。
該小行星以芬蘭探險家佩爾·卡爾姆命名。
这颗小行星的绝对星等为239.17352等。